# Familjen Grus
Familjen Grus, tecknad serie av Hans Alfredson och Per Åhlin.
Publicerad som daglig serie i Dagens Nyheter sommaren 2004, utgiven i bokform hösten 2004 på Wahlström & Widstrand.